# 伊朗航空655號班機空難
伊朗航空655號班機是往來伊朗阿巴斯港及阿拉伯聯合大公國杜拜的定期航線。在1988年7月3日，兩伊戰爭即將結束之前，655號班機被當時處在伊朗水域內的美國海軍提康德羅加級飛彈巡洋艦文森尼斯號擊落，290名乘客和機組人員全部罹難，當中包括38名非伊朗人、66名兒童、1名孕婦。
美國政府事後稱當時誤認該民航機為正在執行攻擊任務的F-14雄貓式戰鬥機。伊朗政府則認為美國文森斯號是於完全知情下刻意擊落伊朗客機，也就是五角大廈默許文森尼斯號攻擊655號。

## 事件經過

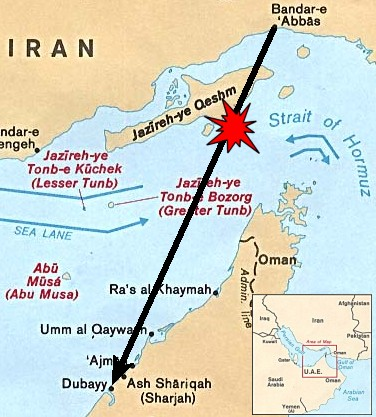
伊朗655號班機出發地、目的地、被擊落的大約位置（注：空中走廊不一定是筆直的路線）

伊航655號飛機為空中巴士A300B2型號，註冊編號EP-IBU，由穆爾辛·禮薩揚駕駛，他是一位擁有7,000小時飛行經驗的資深機師。客機在德黑兰時間（UTC+0330）上午10:17離開伊朗阿巴斯港，比原定起飛時間遲了27分鐘，原本應該是總計28分鐘的航程。起飛後，班機在阿巴斯港塔台的導航下向波斯灣前進。其飛行航線為慣常編定的Amber 59空中走廊，航程20英里，直飛杜拜機場。因為距離短的關係，飛機採用簡單的爬升模式，先爬升至14,000英尺（約4,300公尺），巡航一段時間後在杜拜降落。
與此同時，美國的巡洋艦文森尼斯號正在霍爾木茲海峽附近航行，艦長為威廉·羅杰斯三世上校，艦上配備當時先進的神盾戰鬥系統。該區域當時正處於兩伊戰爭，交戰雙方對往來波斯灣油輪船隻越發激烈的飛彈襲擊已成為國際問題，美國海軍派遣船隻介入，並已數度與關係交惡的伊朗軍艦、鑽油平台交火。空難前一年的1987年5月17日，另一艘巡航該處的美軍派里級巡防艦史塔克號（USS Stark，FFG-31）遭伊拉克戰機所發射的飛魚反艦飛彈擊中，造成37人死亡，這種緊張的軍事對峙氣氛大大提高了軍艦誤擊的可能性。
1988年7月3日上午，美國直升機在監視幾艘伊朗砲艇時受到射擊，文森尼斯號因前往發生交火而闖進伊朗水域。同日較早時份，文森尼斯號和伊朗砲艇也闖進阿曼水域，直至被一艘阿曼軍艦驅逐。美國軍艦賽茨號和埃爾默·蒙哥馬利號亦在附近巡航。
文森尼斯號擊落伊航客機的事故引發激烈爭執。伊朗嚴正斥責擊落事件是野蠻行徑。而當時的美國副總統老布殊在聯合國辯稱擊落事件純屬戰時事故，文森尼斯號船員在當時的情況下採取了適當的行動。

### 美國政府說法

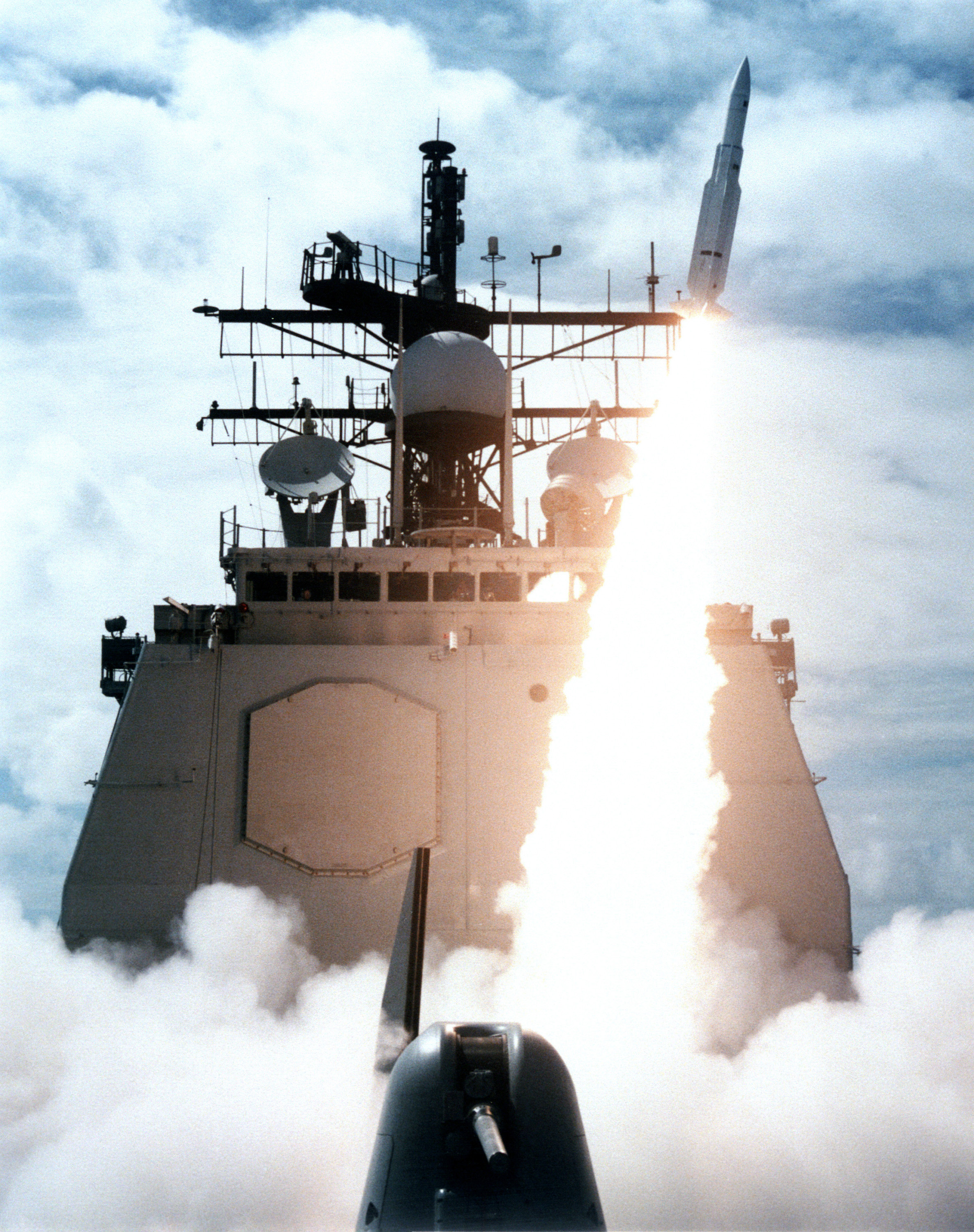
在1987年的演習中，文森尼斯號一枚飛彈從前向發射器發射。前向發射器也用來擊落伊朗客機。

美國政府聲稱文森尼斯號把伊朗客機誤認為一架執行攻擊任務的戰機。軍官認為空中巴士A300B2的飛行剖面類似開始攻擊的F-14雄貓式戰鬥機。客機的起飛點阿巴斯港國際機場，除了服務商用民航機外，也是伊朗F-14戰機的基地。同一份報告稱，文森尼斯號曾嘗試聯絡正在接近的飛機但失敗，它七次使用了軍用航空緊急頻道，三次使用了民用緊急頻道，卻從未使用空中交通管制頻道。而在正常情況下，民航機並不會監察緊急頻道。
上午10:24，文森尼斯號向11海里遠的民航機發射了兩枚SM-2MR地對空導彈，均擊中了655號客機。開火後，文森尼斯號艦員始發現該飛機原來是民航機。
這份報告由威廉·福格蒂海軍上將最後定稿，標題為「伊朗航空655號班機在1988年7月3日墜落時周圍情況的正式調查」（Formal Investigation into the Circumstances Surrounding the Downing of Iran Air Flight 655 on 3 July 1988）。這份報告只公開了一部份（1988年第一部份，1993年第二部份），受到了很多觀察員的批評。福格蒂的報告指出，根據「文森尼斯號磁帶的數據、賽茨號的資料和可靠的情報資料，確證伊朗航空655號班機是在正常的商用飛機飛行剖面，在編定的航道上，應答機模式III 6760，從阿巴斯港起飛到被擊落時高度在連續上升中。」 正常的商用机剖面意味着其在雷达上的形状与战斗机大相径庭，6760三型应答模式意味着其在二段雷达上会被标记为民用机。
根據空难纪录片《空中浩劫》，美國政府曾書面回應記者質詢，指他們相信事件可能因文森尼斯號18個艦橋船員同時有名為「情景實現」的心理狀態而造成，並稱當人受到壓力時便會出現這個狀態。在這種情況下，人員會執行訓練情景，並且相信情景正在真實發生，忽略了與情景相違的感官資料。而在该事件中，情景是有一部單獨飛行的戰鬥機將要發動攻擊。
國際民航組織的獨立調查指美國是錯誤的一方，因為它製造了不穩定的戰鬥環境，對民航機的安全置之不理。

### 伊朗政府說法
伊朗政府指出，伊航客機被文森尼斯號擊落是一次蓄意的非法行動。即使假設了伊朗不接受的說法，即事件肇因於辨認錯誤，伊朗政府指這種嚴重的疏忽和罔顧後果，構成國際罪行，而不是所謂的意外。

### 獨立來源
新聞周刊記者約翰·巴里和羅杰·查爾斯在1992年7月13日的報導中，稱羅杰斯艦長的行動無視後果，缺少應有的謹慎。
他們也指責美國政府掩飾事件，克羅海軍上將反駁這一論調。
國際戰略研究協會對事件作出分析，指出在該區域派遣神盾系統戰艦是不負責的行動，認為耗资10亿美元的強大戰艦是導致開火門檻低的主因。文森尼斯號船員和其他美國海軍船為文森尼斯號起了「機械戰艦」（Robocruiser，取名自科幻片機器戰警（Robocop））這個綽號，除了因配備神盾系統，也因為艦長被視為具有攻擊傾向。
2003年11月6日，國際法院裁定「美國針對伊朗鑽油台的1987年10月19日和1988年4月18日行動，不能以作為保護美國核心安全利益的必要措施為理由辯解。」但是擊落空中巴士案「1988年7月3日空中事故（伊朗伊斯蘭共和國訴美利堅合眾國）」，在美國作出協議和賠償後於1996年2月22日撤消。
事件發生後3年，威廉·克羅海軍上將在美國電視節目Nightline承認文森尼斯號發射飛彈時處在伊朗水域內，與之前的海軍聲明相反。
當時在附近的美國賽茨號是由大衛·卡爾森艦長指揮，據報（Fisk, 2005）指他說摧毀客機「標誌羅杰艦長的攻擊傾向的可怕高潮，他這種傾向在四星期前首先顯出」。他的評論所指是在6月2日發生的事件，那時羅杰斯艦長把文森尼斯號過度駛近一艘伊朗護航艦，護航艦正合法執行搜尋散裝貨輪任務，又曾派出一部直升機到一隻小型伊朗船的2至3英里（3.2至4.8公里）範圍內，不理會交戰規則中要求保持4英里（6.4公里）距離的規定，並向數隻小型伊朗戰船開火。卡爾森評論這些事件：「為什麼要一艘神盾艦出去攻击小艇？這不是聰明的做法。」當羅杰斯舰長向上級指揮宣告他將要把飛機擊落，據報（Fisk, 2005）稱卡爾森當時像受雷擊般驚呆了：「我跟旁邊的人說：『為什麼？他究竟要幹什麼？』我重覆一次演習。F-14爬升中。但這東西在7,000英尺上。」但是卡爾森想文森尼斯號可能有更多資料，他不知道羅杰斯接到錯誤回報指飛機正在俯衝。
在2002年的BBC紀錄片中，卡爾森觀察IR655的雷達特徵，應答機友機敵機識別系統編號，並且它低速上升（攻擊戰機會向文森尼斯號下降），辨識出它是民航機。卡爾森起初以為文森尼斯號辨識出的伊朗雄貓戰機必定是另一架飛機，他很難相信文森尼斯號船員會把一架民航機錯當成雄貓戰機。文森尼斯號的警告是由軍用無線電頻道向「伊朗雄貓機」發出。當卡爾森得出文森尼斯號鎖定的是伊朗655班機的結論，他立刻用民用無線電頻道緊急警告伊朗655班機有危險，它被誤認為是戰鬥機，要即時轉向離開。伊朗655班機隨即遵行，改變航道飛離文森尼斯號。但是文森尼斯號毫不理會依舊發射。卡爾森總結出這事件是一個行為過度攻擊性的文森尼斯號艦長造成的錯誤。
Craig, Morales & Oliver在麻省理工學院2004年春季出版的「航空與航太」（Aeronautics & Astronautics）題為「文森尼斯號事件」（USS Vincennes Incident）的投影片報告中，評論羅杰斯艦長有「不可否定，一致公認的傾向，我稱為『找碴兒』。」他出於自己意思把文森尼斯號向東北前進50英里，加入蒙哥馬利號。蒙哥馬利號艦長麥克納發怒，指令羅杰斯退回阿布穆薩，但文森尼斯號直升機機師馬克·科利爾一直跟隨向北撤的伊朗快艇，終於交火。
……文森尼斯號加入到混戰中。他駛向快艇主群，找不到一個清晰目標。而且快艇現在不過在自己水域內緩慢繞圈。雖然有清晰的相反訊息，羅杰斯通知指揮部砲艇在加速和懷有敵意，在0939獲准開火。最後他又作了一個關鍵性決定，穿越離岸12英里界線，非法闖入伊朗水域。」

## 賠償
1996年2月22日，美國支付伊朗1億3,180萬美元（每名領工資遇難者$300,000，每名不領工資遇難者$150,000）給248名遇難伊朗人。沒有披露多出來的7,000萬美元的用途。雖然美國不肯承認要對事件負責或負有法律責任，但相信該7,000萬是用以賠償被擊落客機的當時價格。美国明确标明該金額为特惠金，不肯承认对事件负责或负有法律责任。雙方同意和解，伊朗撤銷在1989年在國際法院向美國提出的起訴。

## 事後
IR655這個號碼仍用於伊朗航空自德黑蘭經阿巴斯港往迪拜的路線。
在伊朗航空655號班機空難发生5个月后，泛美航空103号班机在英国洛克比上空爆炸解体坠毁，有不少美国调查员認為洛克比空难是伊朗对伊朗航空655被击落事后对美国的报复，但最后证实与利比亞格達費当局相关。

## 相關記錄片
- 空中浩劫第三季第六集（Mistaken Identity）

### 引用來源
1. ↑  Military Blunders （页面存档备份，存于）, History.com.
2. ↑  Fogarty, William M. . July 28, 1988  [2006-03-31]. 93-FOI-0184. （原始内容存档于2006-05-06）.
3. ↑  http://query.nytimes.com/gst/fullpage.html?res=940DE7DC1339F937A35751C1A96E948260
4. ↑  International Court of Justice. Aerial Incident of 3 July 1988（Islamic Republic of Iran v. United States of America）—Iranian submission: Part IV B, The shooting down of flight IR 655 （页面存档备份，存于）, para. 4.52-4.54. Accessed 2007-01-20.
5. ↑  . 1992-07-13.
6. ↑  "... contrary to Koppel's very serious charge of some type of conspiracy, the appropriate committees of Congress were kept informed throughout." Crowe Refutes ABC/Newsweek Charges on Vincennes （页面存档备份，存于）
7. ↑  . May 5, 2003  [2006-03-31]. （原始内容存档于2004-08-18）.
8. ↑  Lieutenant Colonel David Evans, U.S. Marine Corps (Retired). Vincennes - A Case Study （页面存档备份，存于）.
9. ↑  International Court of Justice. Oil Platforms (Islamic Republic of Iran v. United States of America). Accessed December 12, 2006.
10. 1 2  International Court of Justice. Aerial Incident of 3 July 1988 (Islamic Republic of Iran v. United States of America) （页面存档备份，存于）. Accessed December 12, 2006.
11. ↑  . July 1, 1992  [2006-03-31]. （原始内容存档于2004-08-24）.
12. ↑  USS Vincennes Incident （页面存档备份，存于）, Aeronautics & Astronautics, Spring 2004, MIT, MA, USA.
13. ↑  Iran Air flight timetable  (PDF).   [2007-09-09]. （原始内容 (PDF)存档于2007-09-28）.

### 其他
1. Nunn Wants to Reopen Inquiry into Vincennes’Gulf Location. Washington Times, July 4, 1992. Abstract: Senator Sam Nunn called on the Pentagon to probe allegations that the Navy "deliberately misled Congress" about the location of the USS Vincennes when it shot down an Iranian civilian airliner four years ago.
2. Fisk, Robert. The Great War for Civilisation—The Conquest of the Middle East. London: Fourth Estate, 2005. 318–328. ISBN 978-1-84115-007-9
3. Marian Nash Leich, "Denial of Liability: Ex Gratia Compensation on a Humanitarian Basis" American Journal of International Law Vol. 83 p. 319（1989）
4. USS Vincennes Incident; Dan Craig, Dan Morales, Mike Oliver; M.I.T. Aeronautics & Astronautics, Spring 2004

## 外部連結
- ABC Nightline interview with Admiral William Crowe aired 1 July 1992, in which Crowe admits that the Vincennes was inside Iranian waters at the time of the shooting, despite what the Navy had been claiming.
- US Senate, Armed Services Committee hearing, 8 September 1988
- A collection of US government statements on Iran Air Flight 655
- Tragedy over the Persian Gulf, from Chapter 9 of Trapped in the Net:The Unanticipated Consequences of Computerization by Gene I. Rochlin
- Vincennes A Case Study, Lieutenant Colonel David Evans, U.S. Marine Corps（Retired）
- Iran Air shot down, The History Channel
- Iran Air 655 Shootdown, Iran Chamber（页面存档备份，存于）
- Mehr News, Mehr News Agency
- ICJ case—Written Pleadings, Iran and U.S. cases to the International Court of Justice
- U.S. Department of State Bulletin Sept. 1988 （页面存档备份，存于） Transcripts: July 3, 1998, President’s Statement; July 4, 1988, Letter To Congress; July 6, 1988, U.S. Letter To The UN Security Council; July 11, 1988, Herbert S. Okun, White House Statement; July 13, 1988, Assistant Secretary Richard S. Williamson, ICAO Council, Montreal; July 14, 1988, Vice-President Bush, UN Security Council
- Sea of Lies, Newsweek, July 13, 1992 （页面存档备份，存于）

## 延伸閱讀
- Rochlin, Gene I. . USA: Princeton University Press. 1997.
- Wise, Harold Lee. . Annapolis: Naval Institute Press. 2007. ISBN 978-1-59114-970-5. 外部链接存在于|title= (帮助)

26°40′06″N 56°02′41″E / 26.66833°N 56.04472°E